# Едуарду Пеніду
Едуарду Пеніду (порт. Eduardo Penido, 23 січня 1960) — бразильський яхтсмен.
Чемпіон Олімпійських Ігор 1980 року.